# Pseudoromicia brunnea
Pseudoromicia brunnea is een zoogdier uit de familie van de gladneuzen (Vespertilionidae). De wetenschappelijke naam van de soort werd voor het eerst geldig gepubliceerd door Thomas in 1880.

## Voorkomen
De soort komt voor in Kameroen, Congo, Ivoorkust, Equatoriaal-Guinea, Gabon, Ghana, Liberia, Nigeria en Sierra Leone